# Ruine Wartenstein

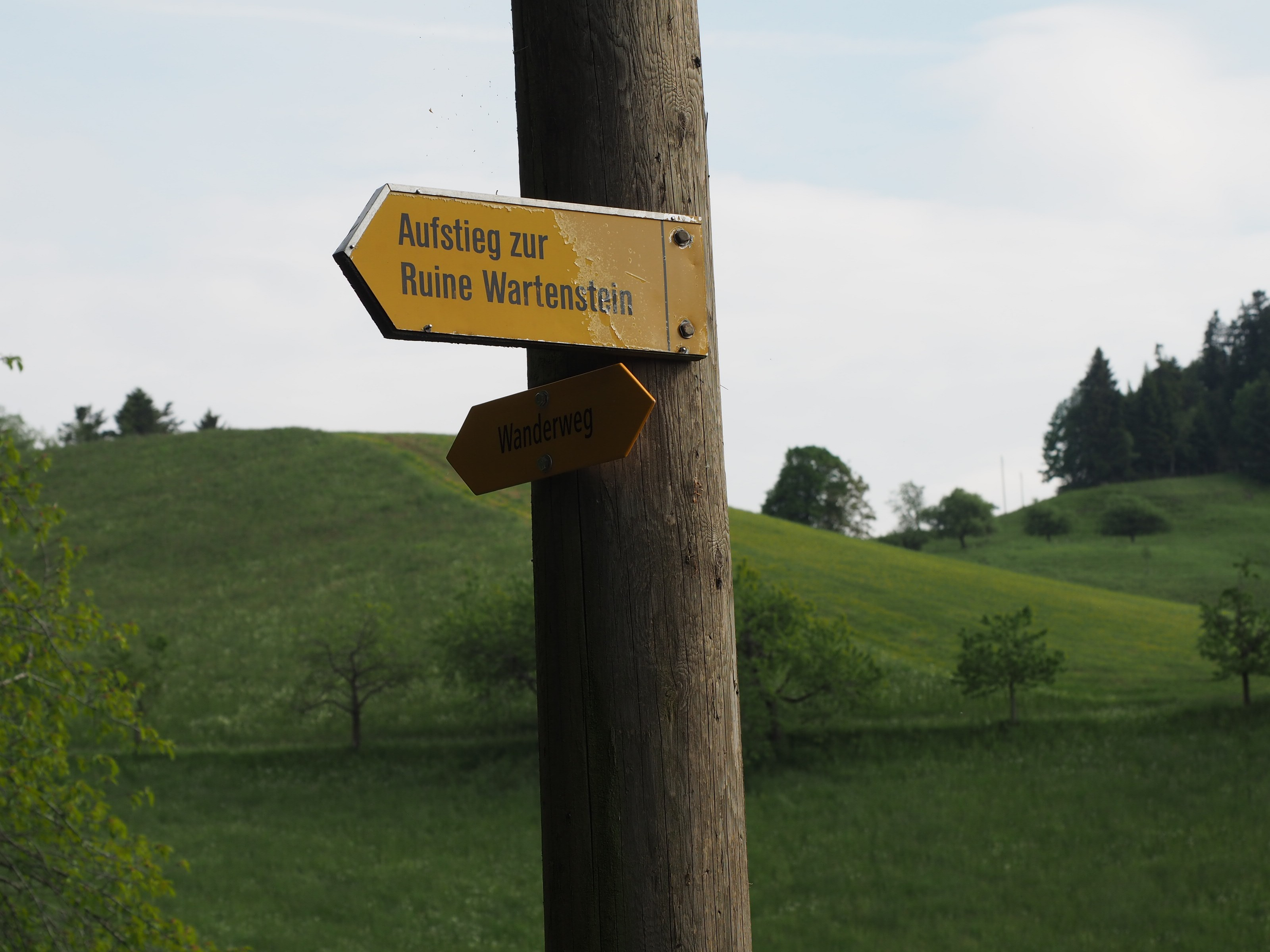
Wegweiser Aufstieg zur Ruine

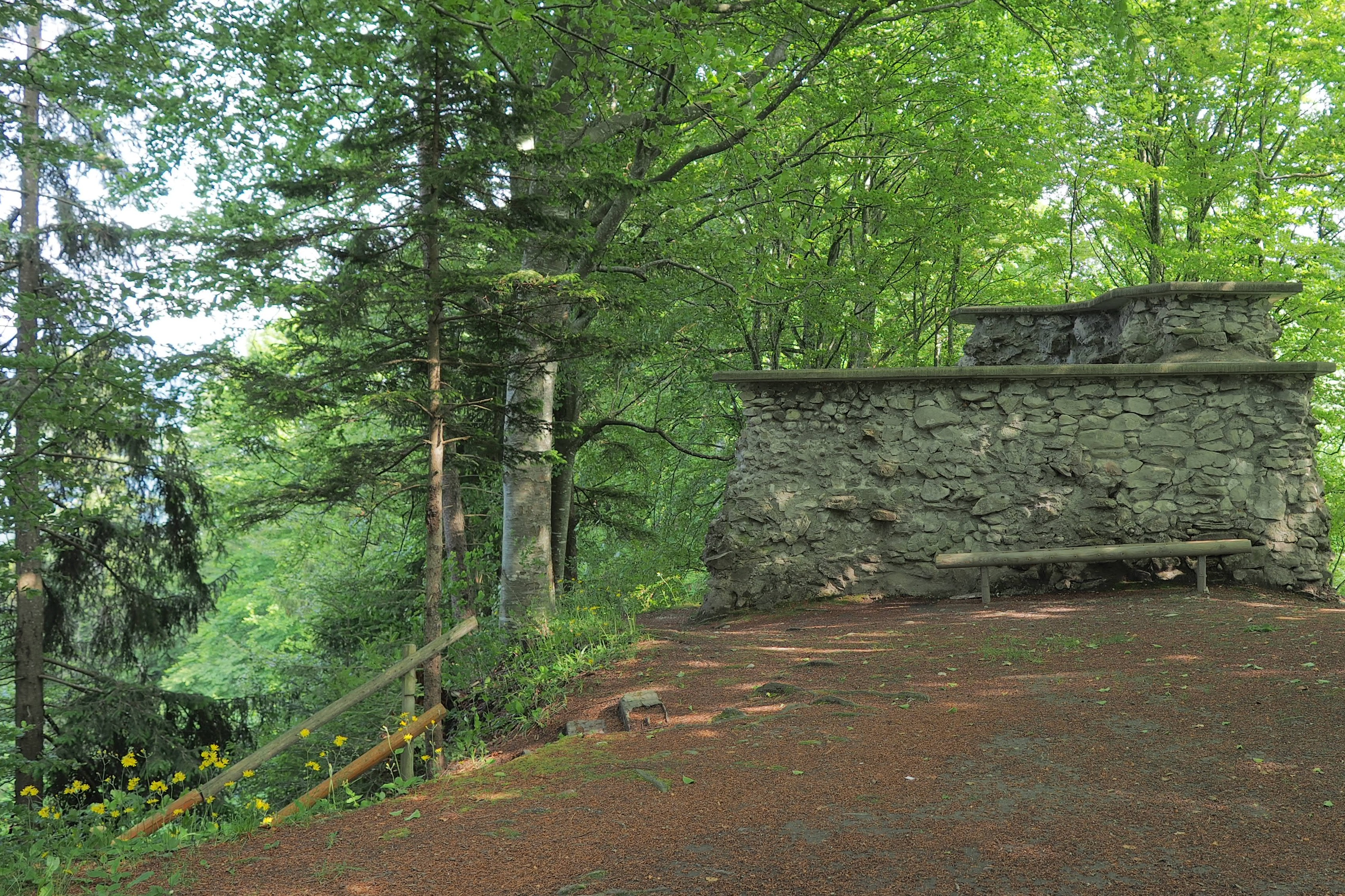
Ansicht vom Plateau aus

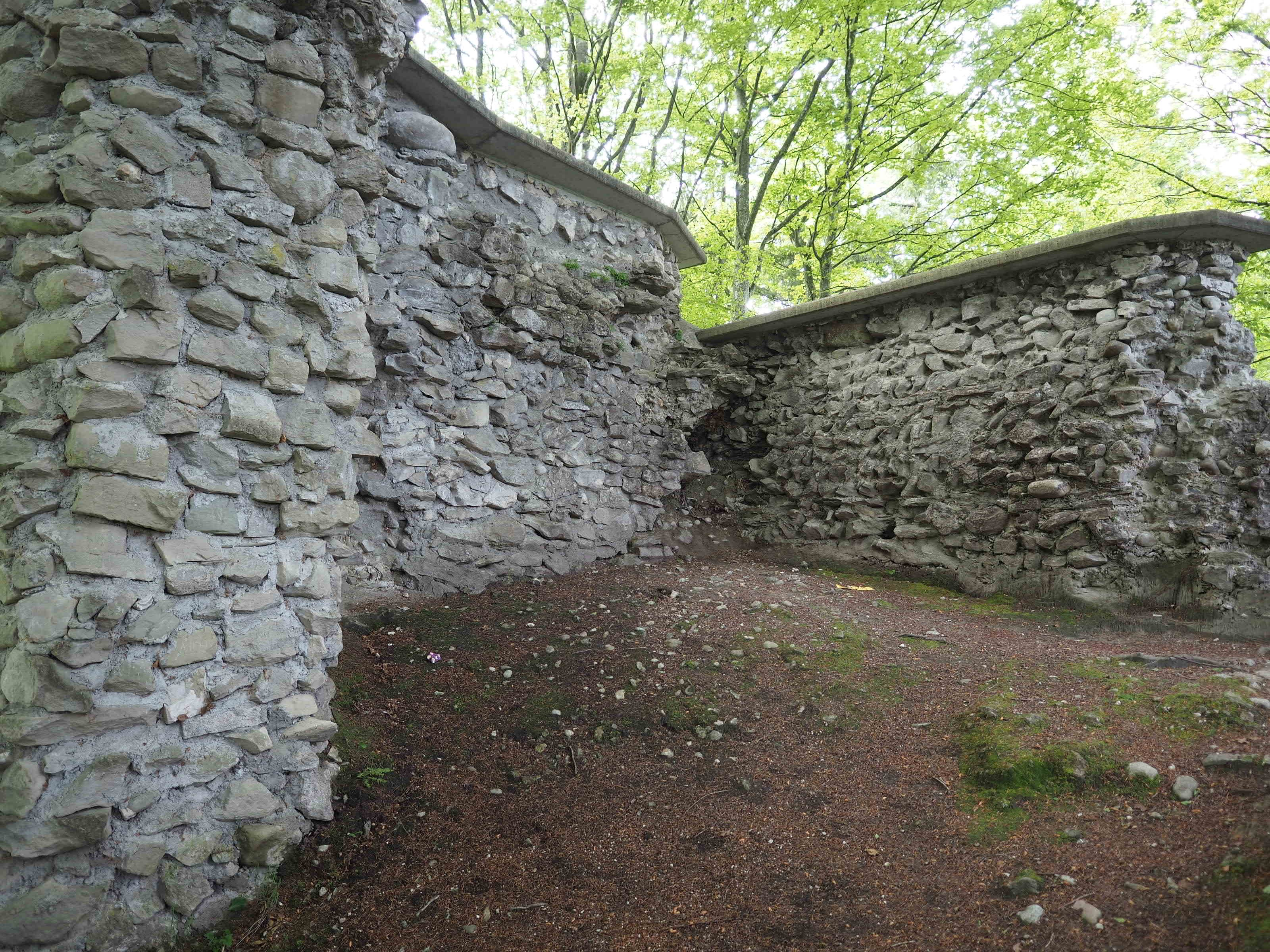
Innensicht der Turmüberreste

Die Ruine Wartenstein ist die Ruine einer mittelalterlichen Höhenburg aus dem 13. Jahrhundert in der Gemeinde Lauperswil im Kanton Bern.

## Lage und Beschreibung
Die Ruine liegt auf einem schmalen Berggrat der Hundschüpfen und ist auf drei Seiten von Gräben umgeben.
Auf dem südlichen Plateau stand die Burg mit einem Turm, einem Innenhof und einem Palas. Auf der Ostseite befand sich der Zwinger und der Sodbrunnen. Heute ist das Gebiet bewaldet, aber es sind noch die Turmreste und die Grundmauern sichtbar. Die Ruine ist als Rast- und Grillplatz frei zugänglich.

## Geschichte
Der Zeitpunkt der Erbauung ist nicht sicher. Ab 1228 werden als Besitzer die Ritter Swaro von Wartenstein genannt. Diese könnten möglicherweise die Nachfolger/Nachfahren der Herren von Rüderswil sein, mit ihrem in der Nähe gelegenen Stammsitz der Zwingherrenhubel, südwestlich von Rüderswil. 1284 verkaufte der letzte der Familie von Wartenstein, Ritter Heinrich Swaro von Wartenstein, die Burg und Herrschaft Wartenstein an das Kloster Trub und bewirtschaftete danach die Herrschaft als Lehen.
1288 starb Heinrich Swaro und die Burg wurde von Werner von Schweinsberg aus Eggiwil, dem Vater von Werner von Attinghausen, erworben. 1383 brach zwischen der Stadt Bern und den Grafen von Neu-Kyburg der Burgdorferkrieg aus. Die Berner eroberten die Burg Wartenstein und brannten sie nieder. 1415 starb der letzte männliche Vertreter Thüring von Schweinsberg und der Besitz ging an seinen Schwiegersohn Ulrich von Balmoos über. 1493 erbte der Basler Wilhelm Hug von Sulz die Herrschaft Wartenstein und baute im Tal einen neuen Herrschaftssitz. Nach mehreren Besitzerwechseln kaufte 1603 die Familie Güder aus Bern den Besitz Wartenstein. 1690 wurde die Herrschaft aufgelöst und der Landvogtei Trachselwald angegliedert und verblieb bis zum Franzoseneinfall 1798 dort. Anfang des 20. Jahrhunderts wollte man die Burgreste sprengen. 1965 wurde die Ruine konserviert. Dabei wurden viele stratigraphische Bezüge zerstört. Die Burgstelle ist heute im Besitz des Ortsvereines Zollbrück.

## Sage
Der letzte Burgherr von Wartenstein soll während der Belagerung durch die Berner den Familienschatz in den Sodbrunnen geworfen und sich in voller Rüstung mit seiner Tochter und seinem Schlachtross über die Felsklippe gestürzt haben.
Bis heute bewache der grosse Schlosshund den nie gefundenen Schatz und sitze um Mitternacht an der Stelle des Sodbrunnens. Wenn die Kirchenglocke von Lauperswil ein Uhr schlägt, verlässt er seinen Platz und geht ins Dorf um am Kirchbrunnen Wasser zu trinken. Danach betritt er den Friedhof und verschwindet.